# Joaquim Sunyer i de Miró
Joaquim Sunyer i de Miró (Sitges, 22 de desembre de 1874 - Sitges, 1 de novembre de 1956) va ser un pintor català, considerat un dels màxims representants de l'estètica noucentista. Escriptors com Joan Maragall, Eugeni d'Ors, Joan Salvat-Papasseit i Agustí Calvet  "Gaziel" van establir amistat amb el pintor, a qui consideraven un fidel captador de l'essència catalana en els seus retrats i paisatges mediterranis. Va ser nebot del també pintor sitgetà de l'Escola Luminista Joaquim de Miró i Argenter.

## Biografia
Nascut a Sitges, anà a viure a Barcelona als 15 anys. Estudià a l'Escola de la Llotja on entrà en contacte amb Joaquim Mir, Isidre Nonell i Joaquim Torres-Garcia. En els seus inicis la seva obra denota influència de la Colla del Safrà, tot i que no va arribar a formar-ne part. El 1896 començà a publicar alguns dibuixos al diari La Vanguardia, just abans de marxar a París, on va treballar il·lustrant diversos llibres i revistes. A París va viure inicialment a Montparnasse i vers 1897 es traslladà a Montmartre. Es va especialitzar com a gravador, i pintà guaixos, aquarel·les i olis. Els primers anys del segle XX en contacte amb Pablo Picasso i Manolo Hugué, participant en el Saló de Tardor de 1903 i 1904. Durant la Gran Guerra, francòfil convençut, va col·laborar amb la revista Iberia.
L'any següent el seu marxant Henri Barbazanges li demana quadres amb temàtica espanyola i marxa cap a Madrid (1905), retornant després a París, on participa en diverses exposicions i exposant també a Brussel·les i a Lieja (1909). Mentrestant ha redescobert el paisatge sitgetà, que interpreta des d'un important gir estètic des del postimpressionisme a un noucentisme primigeni influït per Cezanne, pel que fa a les formes i a les tonalitats, i per Gauguin pel que fa al primitivisme. Obres com El mas, El maset (1908) i Platja de Sant Sebastià (1909) en són importants exemples. El 1908 instal·la un primer taller a Sitges, on s'estableix definitivament (1910). El 1911 i gràcies a Miquel Utrillo fa la primera exposició individual a les Galeries Laietanes, que mereixen una important crítica de Joan Maragall. Aquest text, juntament els que li ha dedicat, entre d'altres, Josep M. Junoy, consagren Sunyer com el pintor capdavanter del Noucentisme. Manté el contacte amb el seu marxant, Henry Barbazanges, a París fins a l'esclat de la primera guerra mundial. El 1913 realitza un viatge a Itàlia que esdevindrà determinant per a la seva pintura entre 1913 i 1917. El 1915 passa una temporada a Fornalutx (Mallorca) juntament amb l'escultor Enric Casanovas. Els anys vint inicia una interessant evolució cap a la Nova Objectivitat, coincidint amb una notable producció de retrats. La guerra civil el sorprèn a França, on sojorna fins al 1942 amb la seva família. De retorn i instal·lat a Barcelona continua amb la seva obra des del corrent dels realismes dels anys d'entreguerres, que prossegueix, pintant retrats, nus i paisatges de muntanya. El 1956 mor a Sitges, on és enterrat al Cementiri de Sant Sebastià sota una estela esculpida per Enric Casanovas amb un poema de Carles Riba.
Salvat-Papasseit li va dedicar la seva obra L'irradiador del Port i les gavines i Sunyer va pintar un retrat de la seva filla Salomé.
Al Museu Nacional d'Art de Catalunya hi ha més de 20 obres seves, com Cala Forn, Tres nus al bosc o Retrat de Maria Llimona. També hi ha obra seva al Museu de Maricel (Sitges), al Museu de Montserrat, a la Col·lecció Carmen Thyssen (Paisatge de Sitges (c. 1909) i Mediterrània, 1910), al Museu Abelló de Mollet del Vallès, i a la Biblioteca-Museu Víctor Balaguer.

## Premis i reconeixements
- 1949- Legió d'Honor
- 1954- Gran premi al conjunt d'una vida i obra -Bienal Hispanoamericana de l'Havana

## Obres destacades
- El mas, El maset, 1908
- Platja de Sant Sebastià, 1909
- Cala Forn, obra al MNAC
- Retrat de Josep M. Junoy, 1923
- Nu amb fons de paisatge, 1924
- Pelant patates, 1946